# Beyond Even (1992-2006)
Albums par Brian Eno
Another Day on Earth
(2005) Everything That Happens Will Happen Today
(2008)
Albums par Robert Fripp
Love Cannot Bear
(2005) Thread
(2008)
Beyond Even (1992-2006) est un album issu d'une collaboration entre Brian Eno et Robert Fripp, sorti en 2006. Comme son titre l'indique, il a été enregistré sur une période de 14 ans, entre 1992 et 2006.
L'album comprend deux CD qui reprennent les mêmes treize titres : ils s'enchaînent en continu sur le premier CD, alors qu'ils sont séparés par des moments de silence sur le deuxième.

## Titres
Toutes les compositions sont de Brian Eno et Robert Fripp, sauf mention contraire.
1. Ringing Beat – 5:23
2. Gasp – 2:20
3. Sneering Loop – 3:22
4. Tripoli 2020 – 6:14
5. Behold the Child – 3:00
6. Timean Sparkles – 2:47
7. Dirt Loop – 9:40
8. The Idea of Decline – 4:24
9. Deep Indian Long – 5:12
10. Hopeful Timean (Eno, Fripp, Harries) – 4:42
11. Glass Structure – 4:08
12. Voices – 5:09
13. Cross Crisis in Lust Storm (Eno, Fripp, Gunn) – 5:24